# Álvaro González Soberón
Álvaro González Soberón (ur. 8 stycznia 1990 w Potes) – hiszpański piłkarz grający na pozycji obrońcy. Od 2023 roku zawodnik Al Qadsiah.

## Kariera klubowa
Álvaro González jest wychowankiem akademii Racingu Santander. W La Liga zadebiutował 1 maja 2011 roku w meczu z RCD Mallorca.
11 lipca 2012 roku podpisał kontrakt z Realem Saragossa.